# Aulonocara
Aulonocara (Gr.: „aulos“ = Röhre, Grube; „kara“ = Kopf (bezieht sich auf die Sinnesgruben am Kopf)) ist eine Buntbarsch-Gattung, die endemisch im Malawisee in Ostafrika lebt.

## Merkmale
Aulonocara-Arten werden zwischen 8 und 18 Zentimeter lang. Sie haben eine typische Barschgestalt mit kompaktem Körper und bulligem, spitzmäuligen Kopf. Die dominierenden Körperfarben sind bei vielen Aulonocara-Arten blau und gelb. Für die Gattung sind viele kleine Sinnesporen am Hinterkopf charakteristisch, die ähnlich der Seitenlinie Druckreize wahrnehmen können und zur Orientierung und der Nahrungssuche dienen. Die Nahrung wird im sandigen Bodengrund gesucht.

## Lebensweise
Alle Aulonocara-Arten sind Maulbrüter und die meisten Arten pflanzen sich im Felslitoral oder in der Übergangszone zum Sandlitoral fort, wo die Männchen Reviere bilden in deren Zentrum meist eine Höhle liegt. Manche Arten sind an das Leben im Sandlitoral angepasst. Die Eier sind dotterreich, die Jungfische schlüpfen bei Wassertemperaturen von 28–29 °C nach 17 bis 19 Tagen.
Aulonocara-Arten werden als Aquarienfische gefangen und gezüchtet. Unter Aquarienbedingungen hybridisieren viele Arten miteinander, was bei der Pflege im Aquarium beachtet werden muss.

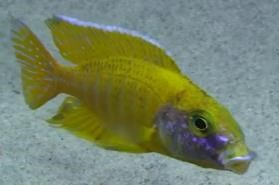
Aulonocara baenschi

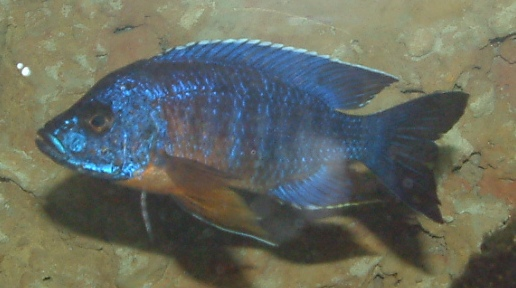
Aulonocara hansbaenschi

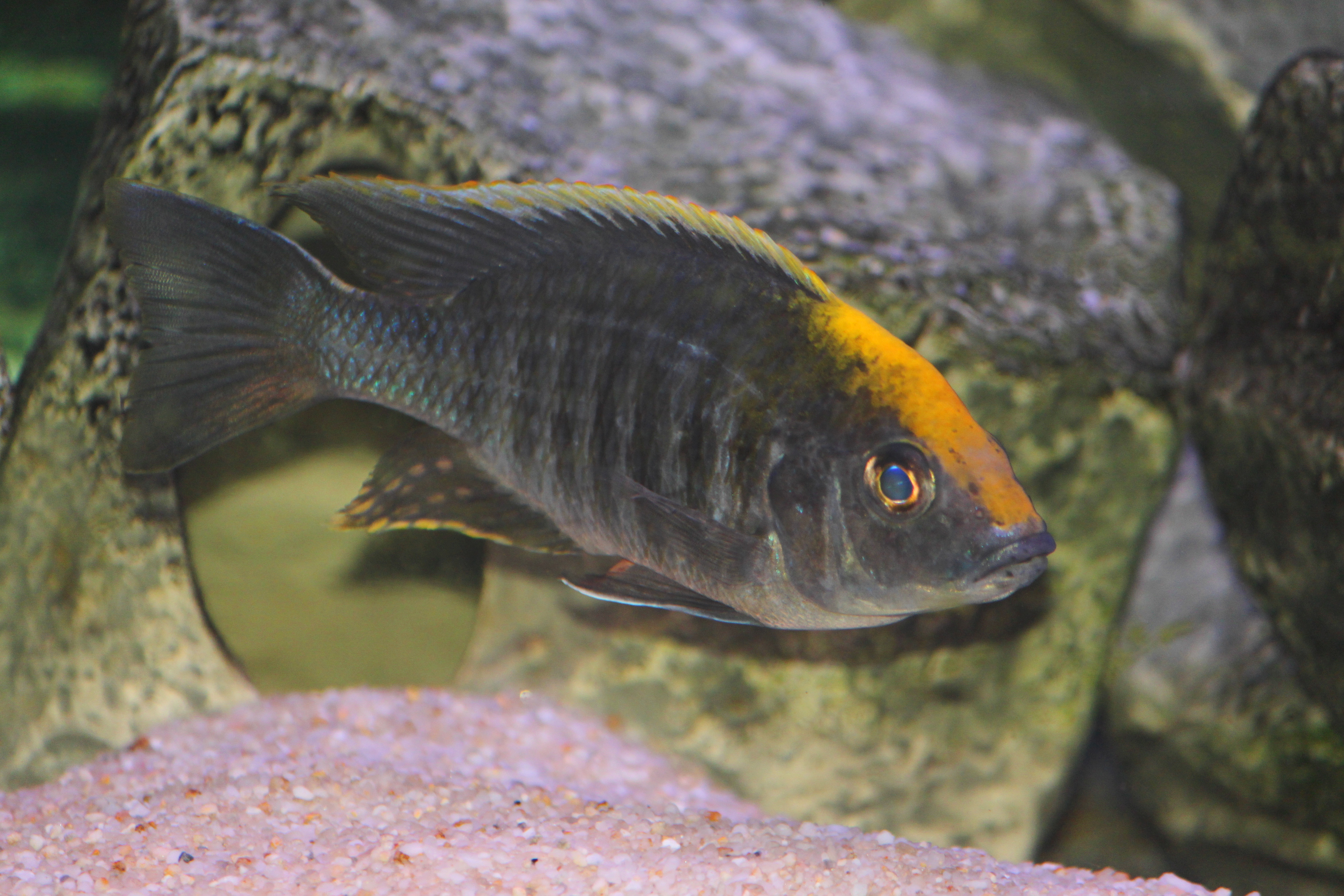
Aulonocara maylandi

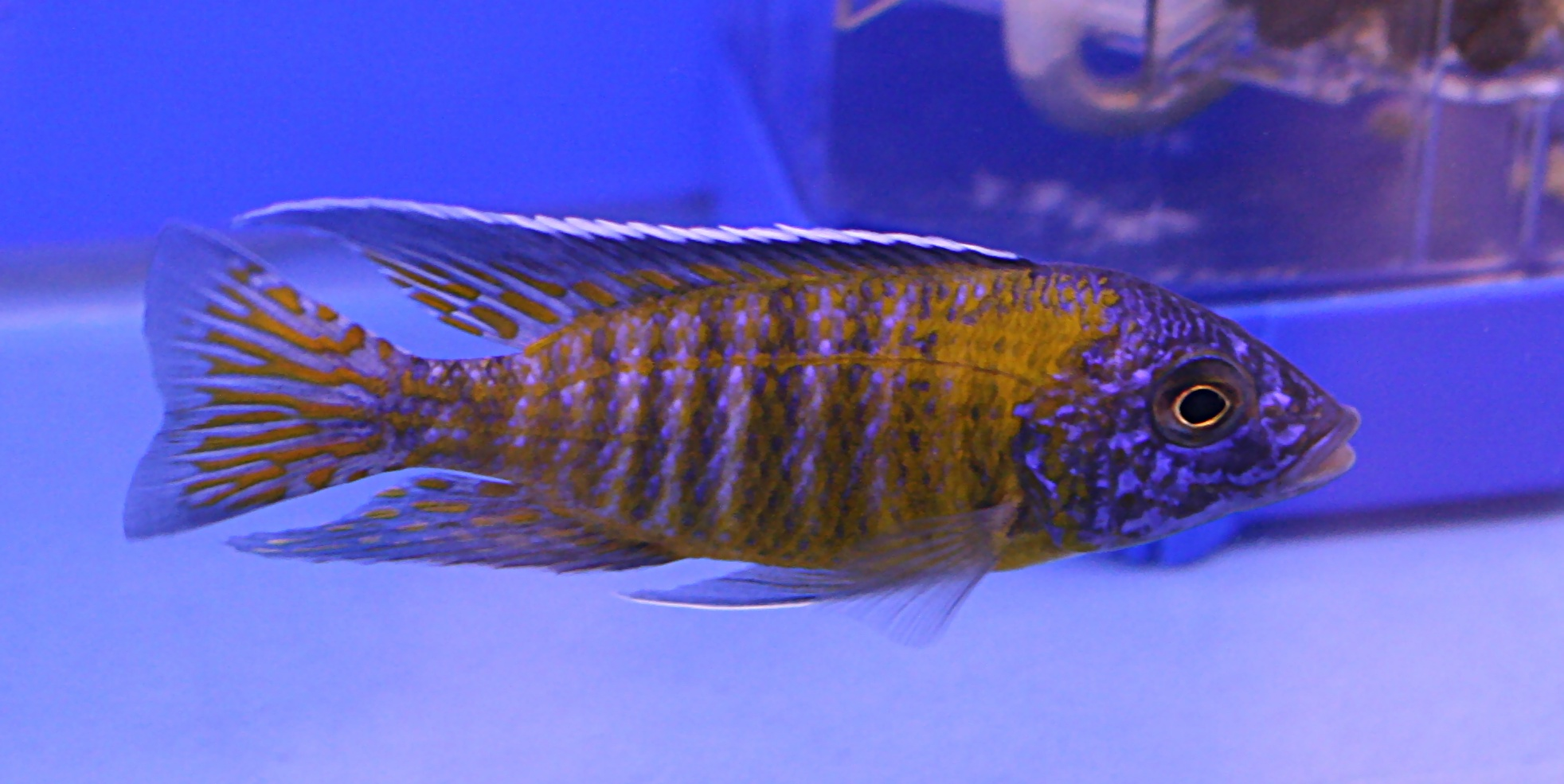
Aulonocara steveni

## Systematik
Es gibt 23 beschriebene und einige noch unbeschriebene Arten:
- Gattung Aulonocara Regan, 1921
  - Aulonocara aquilonium Konings, 1995
  - Aulonocara auditor (Trewavas, 1935)
  - Aulonocara baenschi Meyer & Riehl, 1985
  - Aulonocara brevinidus Konings, 1995
  - Aulonocara brevirostre (Trewavas, 1935)
  - Aulonocara ethelwynnae Meyer, Riehl & Zetzsche, 1987
  - Aulonocara gertrudae Konings, 1995
  - Aulonocara guentheri Eccles, 1989
  - Aulonocara hansbaenschi Meyer, Riehl & Zetzsche, 1987
  - Aulonocara hueseri Meyer, Riehl & Zetzsche, 1987
  - Aulonocara jacobfreibergi (Johnson, 1974)
  - Aulonocara kandeense Tawil & Allgayer, 1987
  - Aulonocara koningsi Tawil, 2003
  - Aulonocara korneliae Meyer, Riehl & Zetzsche, 1987
  - Aulonocara macrochir Trewavas, 1935
  - Aulonocara maylandi Trewavas, 1984
  - Aulonocara nyassae Regan, 1922
  - Aulonocara rostratum Trewavas, 1935
  - Aulonocara saulosi Meyer, Riehl & Zetzsche, 1987
  - Aulonocara steveni Meyer, Riehl & Zetzsche, 1987
  - Aulonocara stonemani (Burgess & Axelrod, 1973)
  - Aulonocara stuartgranti Meyer & Riehl, 1985
  - Aulonocara trematocephalum (Boulenger, 1901)

## Weiterführende Literatur
- Andreas Butze: Aulonocara – Kaiserbuntbarsche. Bede-Verlag, Ruhmannsfelden 2002, ISBN 978-3-89860-013-2.